# Чжу Юньмін
Чжу Юньмін (祝允明, 1460 — 1526) — китайський каліграф, письменник, поет часів династії Мін.

## Життєпис
Народився у 1460 році у місті Сучжоу (провінція Цзянсу). Походив зі знатної родини. Від природини був короткозорим, на правиці мав 6 пальців. Його обдарованість виявлялася в усьому. У 5 років він писав великі ієрогліфи, а в дев'ять років нарівні з дорослими складав вірші. У цьому ж віці він вже знав основний корпус класичних текстів напам'ять. Чжу Юньмін навчався каліграфії у свого діда по матері Сюй Ючжен, високопосадовця й каліграфа, відомого своїми роботами почерком цаошу. Іншим його наставником був тесть Лі Інчжень. У перелік каліграфічної підготовки Чжу Юньміна увійшли усі основні імена в історії китайської каліграфії, тому його називали «ерудитом каліграфії». Вже в юному віці він був визнаний одним з найкращих каліграфів свого часу. Будучи натурою пристрасною і азартною, Чжу Юньмін жив на широку ногу. Він знехтував кар'єрою чиновника і реалізовував себе тільки в мистецтві. Розтринькавши чималі статки на азартні ігри й жінок, Чжу Юньмін завершив своє життя в бідності, хворобах і помер у 1526 році.

## Творчість
Спеціалізувався на дрібному форматі. Його роботи в статуті примітні тим, що демонструють комбінацію багатьох стилів, але так, що жоден з них не домінує над іншим. У скоропису Чжу Юньмін працював у трьох манерах одночасно. Перший варіант характеризує архаїчна простота, стовпці ієрогліфів акуратні і компактні. Це відповідає почерку чжанцао, але каліграф додатково підсилює чіткість композиції та ясність рисок, зберігаючи при цьому високу динаміку їх пластики. Тим самим він ніби вводить метод статуту в скоропис. Другий варіант сходить до гармонійного й розміреного скоропису періоду династії Цзінь. Структура статуту в цьому випадку відсутня, і пластика скоропису розгортається в своєму найбільш чистому вигляді. Третій варіант відповідає куанцао. У цьому скоропису Чжу Юньмін зазвичай писав у великому форматі. Знавці характеризували його твори як «скоропис духовного тріумфу» (цао і шеньшен). Скоропис Чжу Юньміна енергійний, яскравий, стрімкий.
Чжу Юньмін у своєму есе «Роздуми про каліграфії» (Луньшуті) відмічав, що якщо мати «майстерність (гун), але без „небесних властивостей“ (тяньсін), то духовність (шеньцай) не з'явиться. Якщо мати „небесні властивості“, але не володіти майстерністю, то духовність не реалізується».